# Ebrahim Hemmatnia

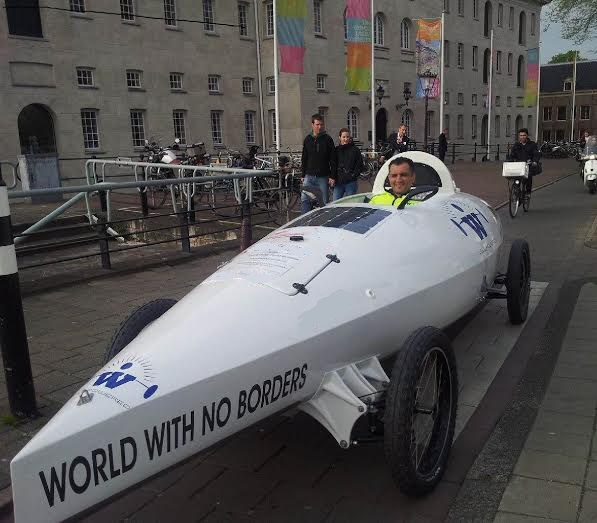
Ebrahim Hemmatnia

Ebrahim Hemmatnia (25 de junho de 1976) é um aventureiro persa-Holandês e o primeiro no mundo a atravessar o oceado em uma bicicleta áquatica. Ele pedalou o Oceano Atlântico em 68 dias em um veículo anfíbio (também chamado de BoatBike), um veículo manual capaz de andar tanto em terra, quando em águas. Ele atravessou várias grandes cidades, como Dakar, Natal, João Pessoa, Recife, Aracaju, Salvador, Vitória, Rio de Janeiro e São Paulo.